# Thiazool (stofklasse)

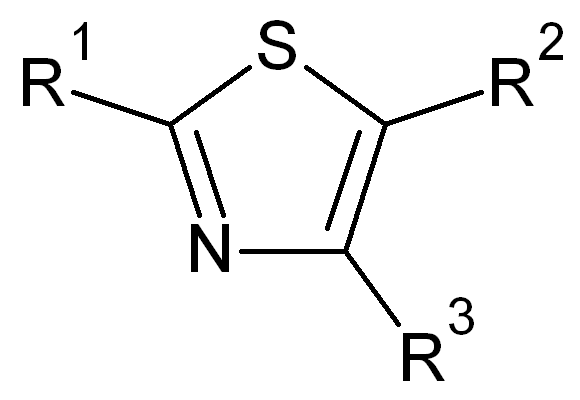
Structuurformule van een thiazool.

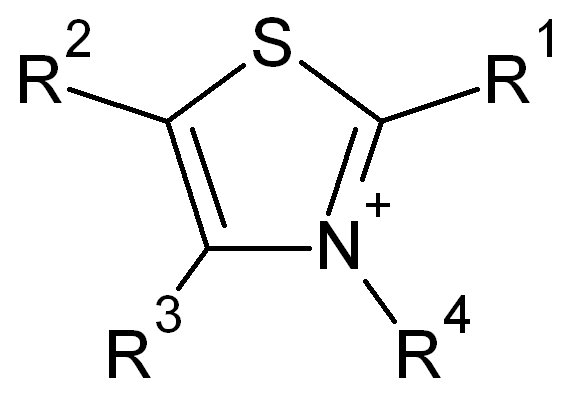
Structuurformule van een thiazolium-kation.

Een thiazool is een organische functionele groep, waarbij een thiazoolring (een heterocyclische stikstof- en zwavelverbinding) verbonden is met verschillende andere organische functionele groepen. Alle thiazolen zijn, door hun dubbele bindingen in hun ringstructuur, aromatische verbindingen. Deze verbindingen worden vooral gekenmerkt door een grotere delokalisatie van de π-elektronen in de ringstructuur dan oxazool, waardoor ze een grotere aromaticiteit bezitten.  De lagere elektronegativiteit van zwavel is hier debet aan.
Het stikstofatoom beschikt nog over een vrij elektronenpaar dat in het vlak van de ring ligt en niet meedoet in de aromatische ring. Op dit punt kan het molecuul geprotoneerd worden, zonder dat het aromatische karakter ervan verstoord wordt. 
Wanneer het stikstofatoom gealkyleerd wordt, dan wordt er een thiazolium-kation gevormd. Ook in dit deeltje is het aromatische karakter van het thiazool niet verloren gegaan. Dit vormt de basis voor de thiazoliumzouten, die een katalysator vormen in de Stetter-reactie en de benzoïnecondensatie.

## Organische synthese van thiazolen
Thiazolen kunnen op laboratoriumschaal op verschillende manieren gesynthetiseerd worden:
- Door middel van een Hantzsch-thiazool-synthese. Dit is een reactie tussen haloketonen en thioamiden, waarbij een thiazoolverbinding wordt gevormd.
- Door een aangepaste versie van de Robinson-Gabriel-synthese (die normaal gezien een oxazool vormt). Hierbij reageert een 2-acylaminoketon met fosforpentasulfide.
- Door een Cook-Heilbron-thiazoolsynthese, waarbij een α-aminonitril reageert met koolstofdisulfide:[1]

## Voorbeelden
Voorbeelden van thiazoolverbindingen zijn:
- Aztreonam
- Ceftazidim
- Clomethiazool
- Epothilon
- Luciferine
- Meloxicam
- Penicilline
- Ranelinezuur
- Thiazool
- Vitamine B1